# Канаровський-Соха Олексій Григорович
Олексій Григорович Канаровський-Соха (*кінець 1720-х, Красне — †1761, Яготин) — Яготинський сотник Переяславського полку. Був прообразом «старинного друга» в творі Григорія Сковороди «Кольцо. Дружеский разговор о душевном мире». Небіж переяславського полковника Семена Сулими.

## Біографія
Наприкінці 30-х — у 40-х роках (з перервами) навчався у Києво-Могилянській Академії. 1758–1761 Канаровський-Соха — яготинський сотник.
Одружений (близько 1746) з Тетяною Петрівною Дмитрашко-Райча. Після смерті Олексія Григоровича його вдова одружилася із Федором Славутинським, наступником Канаровського-Сохи на яготинському сотенному уряді (1761–1767).
Приятелював із Григорієм Сковородою з часів навчання в Києво-Могилянській академії.
Невідомо, у якій справі на початку 50-х років перебував у Москві. 25 січня 1754 він відправив з Москви лист до Г. Сковороди у с. Каврай на Переяславщині, де останній служив домашнім учителем у сім'ї поміщика Степана Томари. Очевидно, відповідаючи на лист приятеля, Олексій Григорович писав з турботою: «Не отлучайся никуда, я за тобой пришлю, как пріду… Бога ради, братику, прилЪжай ученіям и ежели нЪ от кого, то сам до пріезду моего у себя учись, не печальсь ни одЪяніем, ни другим чим; все будет, толко ученія не забывай».
Дружні стосунки Канаровський-Соха і Сковорода зберегли на все життя. Образ свого «старинного друга» Сковорода вивів через багато років у творі «Кольцо. Дружеский разговор о душевном мирЪ» (близько 1772).